# ハリエット・ジェイコブズ
ハリエット・ジェイコブズ（英語: Harriet Jacobs、1813年または1815年 - 1897年3月7日）は、アメリカ合衆国の女性作家。
1861年に出版された『ある奴隷少女に起こった出来事 (Incidents in the Life of a Slave Girl) 』は自身の体験に基づいた自叙伝であり、主人公の奴隷少女は名をリンダと変えて描かれている。

## 経歴

### 家族と名前
ハリエット・ジェイコブズは1813年または1815年にノースカロライナ州に奴隷の子として生まれた。

### 奴隷としての幼少期
ジェイコブズが6歳の時に母が亡くなった。

### 性的虐待とその対応
雇い主のノーコムによる彼女への性的虐待は、彼の妻の嫉妬の原因となった。

### 7年の潜伏
彼女の祖母の家の屋根裏で、7年もの潜伏生活を送った。

### 逃亡と自由
1842年に船でフィラデルフィアに逃げる機会を得た。